# Amblyomma parvum
Amblyomma parvum är en fästingart som beskrevs av Henrique de Beaurepaire Aragão 1908. Amblyomma parvum ingår i släktet Amblyomma och familjen hårda fästingar. Inga underarter finns listade i Catalogue of Life.